# Oderfeld
Das Oderfeld ist ein Teil des Dorfes Barbis. Bevor es dem Dorf übertragen wurde, gehörten große Teile dieses heutigen Wohngebietes als landwirtschaftliche Fläche der Domäne, die auf den früheren Amtshof des ehemaligen Amtes Scharzfels zurückging. Ein anderer Teil unterstand lange der Berghauptmannschaft in Clausthal (heute Clausthal-Zellerfeld). Auf diesem Grundstück entstand um 1736–1737 eine Gewehrmanufaktur, die aber schon wenige Jahre später nach Herzberg am Harz auf einen Standort unterhalb des Welfenschlosses umzog.
Der Standort auf dem Oderfeld wurde zeitweilig Sitz eines Forstamtes. Später siedelten sich hier aufgrund der bis heute genutzten Wasserkraft verschiedene Betriebe an. Überliefert sind eine Holzschraubenfabrik, eine Graupenmühle, verschiedene Maschinenproduktionen und ein Firmensitz der Familie Deig. Ebenso sind die Produktionen von Holzwaren und Möbeln auf dem Gelände bekannt.
Im beginnenden 19. Jahrhundert wurde der Betrieb von Lorenz Schöttler geführt. Dieser Techniker und Geschäftsmann produzierte in Freiheit, einem heutigen Ortsteil von Osterode am Harz, Maschinen für die Textilverarbeitung. Auf dem Gelände auf dem Oderfeld entstanden unter seiner Führung einige der ersten Dampfmaschinen, die im damaligen Königreich Hannover gebaut wurden.
Koordinaten: 51° 37′ N, 10° 26′ O